# San-José-Strauchkaninchen
Das San-José-Strauchkaninchen (Sylvilagus mansuetus) ist eine Säugetierart aus der Gattung der Baumwollschwanzkaninchen innerhalb der Hasenartigen. Es ist endemisch auf der Isla San José im Golf von Kalifornien.

## Merkmale
Das San-José-Strauchkaninchen erreicht eine Körperlänge von etwa 34 Zentimeter mit einem Schwanz von etwa 4,4 Zentimetern Länge. Der Hinterfuß ist 7,3 Zentimeter, das Ohr (getrocknet) etwa 6,3 Zentimeter lang. Das Gewicht beträgt etwa 800 Gramm. Es handelt sich entsprechend um eine kleine Art innerhalb der Gattung. Die Rückenfarbe und der Schwanz sind blass sandfarben, graubraun oder dunkelbraun, die Körperseiten sind etwas heller und grauer. Die Bauchseite und die Unterseite des Schwanzes sind weißlich gefärbt. Die Ohren sind grau, der Nackenbereich dunkler grau bis ockerfarben. Die Vorderbeine sind ebenfalls ockerfarben und gehen in die weißen Füße über. Der hintere Bereich der Hinterfüße ist braun und dunkler als die Rückenfärbung, der vordere Bereich ist weiß. Im Vergleich zum nahe verwandten und auf der benachbarten Halbinsel Baja California vorkommenden Strauchkaninchen (S. bachmani) ist das Fell etwas heller und die Ohren sind etwa länger. Im Winterfell ist die Oberseite des Kopfes und des Rückens blass sandfarben bis gelbgrau, die Seiten sind blasser und grauer als der Rücken.

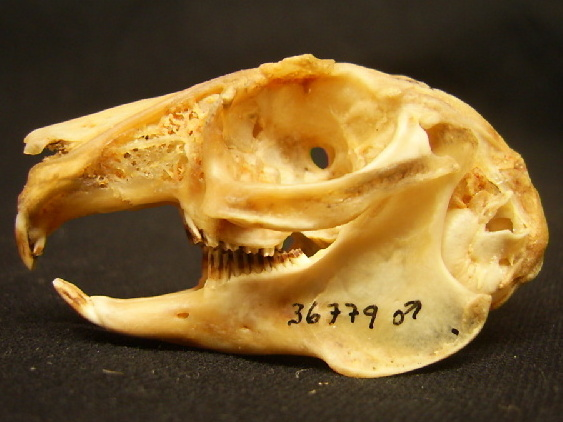
Schädel von Sylvilagus mansuetus

Der Schädel besitzt eine lange und schmale Schnauzenregion. Die Supraorbitalfortsätze sind breit und kompakt.
Der Karyotyp besteht aus einem Chromosomensatz von 2n=48 Chromosomen, wobei es gemeinsam mit dem Strauchkaninchen die einzigen Arten der Baumwollschwanzkaninchen sind, die den auch bei den Arten der Gattung Lepus und Romerolagus vorkommenden und als innerhalb der Hasen als ursprünglich anerkannten Chromosomensatz besitzen.

## Verbreitung

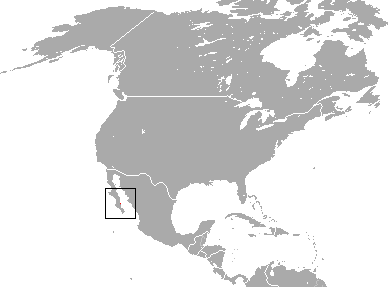
Verbreitungsgebiet des San-José-Strauchkaninchens

Das San-José-Strauchkaninchen ist endemisch auf der zum mexikanischen Bundesstaat Baja California Sur gehörenden Isla San José im Golf von Kalifornien. Die Insel ist etwa 170 km² groß und liegt 60 Kilometer nördlich der Stadt La Paz; vom Festland ist sie etwa fünf Kilometer entfernt.
Durch eine Bestandsaufnahme im Jahr 2011 konnte festgestellt werden, dass die Art auf der Insel nur ein etwa 20 km² großes Gebiet entlang der südwestlichen Küstenebene mit einer einzigen Population besiedelt. Es handelt sich damit um das kleinste bekannte Verbreitungsgebiet einer Art innerhalb der Hasenartigen.

## Lebensweise
Über die Lebensweise der Art liegen nur sehr wenige Informationen vor. Die höchste Aktivität weisen die Tiere zwischen Sonnenuntergang und etwa 2:00 Uhr sowie am Morgen zwischen 6:00 und 10:00 Uhr auf.
Die besiedelten Habitate sind trockene Wüstengebiete, die Gebiete mit den dichtesten Vorkommen der Art zeichnen sich durch eine hohe Anzahl und Vielfalt von Wüstenbäumen, Kakteen und Gebüschen aus. Zu den Pflanzen des Gebietes gehören Fouquieria digueti, Jatropha cinerea, Pachicerus pringley, Opuntia cholla, Bursera hindsiana, Bursera microphylla, Simmondsia chinensis, Cercidium peninsulare, Stenocereus gummosus, Cyrtocarpa edulis, Esenbeckia flava, Lycium sp. und  Olneya tesota. Die Kaninchen nutzen den Schatten unter den Pflanzen als Ruheplätze. Sie ernähren sich wahrscheinlich von verschiedenen Pflanzenmaterialien, wobei es bislang keine Analysen der konkreten Nahrungszusammensetzung gibt.
Über die Fortpflanzung der Tiere liegen nur sehr begrenzte Informationen vor. Im November 2008 wurden zwei tragende Weibchen mit jeweils zwei Embryonen und zwei laktierende Weibchen sowie zwei Nester dokumentiert. Die Nester befanden sich jeweils in einem Bau am Fuß von Wüstenpflanzen oder Opuntien. Das eine Nest hatte einen Eingang mit einem Durchmesser von 11 bis 12 Zentimetern und hatte eine Brutkammer in 15 Zentimetern Tiefe mit einer Länge von etwa 8 Zentimetern; es enthielt zwei tote Jungtiere und war mit Fell und Pflanzenmaterial ausgepolstert. Das zweite Nest hatte einen etwa schmaleren Eingang von 8,5 × 10,5 Zentimetern und befand sich 12 Zentimeter tief im Boden. Auch dies war ausgepolstert, in ihm befanden sich keine Jungtiere.
Neben den San-José-Strauchkaninchen leben auf der Insel nur sechs weitere heimische Säugetierarten. Zu den weiteren Säugern gehören der Maultierhirsch (Odocoileus hemionus), die San-Jose-Kängururatte (Dipodomys insularis), die Taschenmaus Chaetodipus spinatus, die Amerikanische Buschratte Neotoma lepida, das Nordamerikanische Katzenfrett (Bassariscus astutus) und die Kaktusmaus (Peromyscus eremicus).
Zu den Fressfeinden des Kaninchens gehören vor allem eingeführte Katzen und Hunde, die auf alle Kleinsäuger der Insel einen Räuberdruck ausüben. Das Nordamerikanische Katzenfrett als einziges heimisches Raubtier erbeutet wahrscheinlich auch einzelne Tiere, weist jedoch nur geringe Überschneidungen im Lebensraum auf. Weitere heimische Beutegreifer sind verschiedene Schlangen wie die Klapperschlangen Crotalus enyo enyo, C. mitchelli mitchelli und C. ruber lucanensis, die Bullennattern Pituophis melanoleucus bimaris und P. vertebralis, der Fischadler (Pandion haliaetus), der Rotschwanzbussard (Buteo jamaicensis), der Wanderfalke (Falco peregrinus) und der Buntfalke (Falco sparverius).

## Systematik
Das San-José-Strauchkaninchen wird als eigenständige Art den Baumwollschwanzkaninchen (Gattung Sylvilagus) zugeordnet. Erstmals wissenschaftlich beschrieben wurde es von Edward William Nelson im Jahr 1907 bereits unter dem noch heute gültigen wissenschaftlichen Namen Sylvilagus manseatus. Der Artname manseatus leitet sich von der lateinischen Bezeichnung des Wortes „zahm“ ab und ist wahrscheinlich auf die sehr geringe Fluchtdistanz der Tiere zurückzuführen.

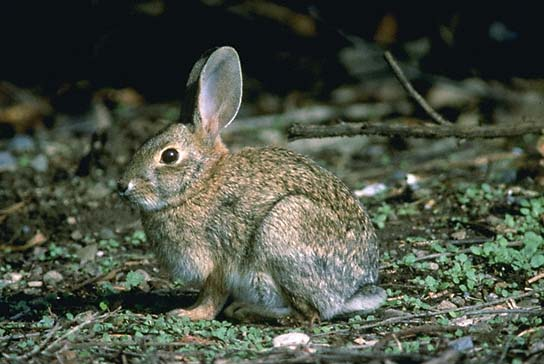
Das Strauchkaninchen (Sylvilagus bachmani) ist die nächstverwandte Art des San-José-Strauchkaninchens

Es wird angenommen, dass das San-José-Strauchkaninchen nah verwandt ist mit dem Strauchkaninchen (S. bachmani), das auf dem Festland der Halbinsel Niederkalifornien lebt. Die genaue verwandtschaftliche Beziehung ist unbekannt, das San-José-Strauchkaninchen könnte auch eine Unterart des Strauchkaninchens darstellen, wird aufgrund der Isolation jedoch generell als eigenständige Art betrachtet.  Aufgrund der geringen genetischen Unterschiede wird das San-José-Strauchkaninchen allerdings teilweise auch als Unterart des Strauchkaninchens betrachtet und Untersuchungen von 2016 platzierten es als Schwestergruppe des S. bachmani cerrosensis von der Isla de Cedros innerhalb von S. bachmani.

## Gefährdung und Schutz
Das San-José-Strauchkaninchen wird von der International Union for Conservation of Nature and Natural Resources (IUCN) aufgrund der Bestandsgröße und des sehr kleinen Verbreitungsgebietes als vom Aussterben bedroht (critically endangered) eingestuft. Die maximal geschätzte Bestandszahl liegt bei 500 bis 700 Tieren, wobei die realen Bestände auch deutlich geringer sein können. Vergleiche zwischen Zählungen von 1995/96 und 2008 haben ergeben, dass die Bestandszahlen des San-José-Strauchkaninchen zurückgegangen sind. Als Ursachen könnten der Jagddruck durch eingeführte Katzen und Hunde, der Habitatverlust durch die Konkurrenz mit eingeführten Ziegen, illegale Jagd oder Effekte durch die Einrichtung einer Salzmine sowie eines Tourismusgebietes mit Golfplatz, Privatflughafen und Marina nahe dem Verbreitungsgebiet der Kaninchen in Frage kommen. Alle Säugetierarten der Insel stehen unter mexikanischem Naturschutz.

## Belege
1. 1 2 3 4 5 6 7 8 9 10  San Jose Brush Rabbit. In: S.C. Schai-Braun, K. Hackländer: Family Leporidae (Hares and Rabbits) In: Don E. Wilson, T.E. Lacher, Jr., Russell A. Mittermeier (Herausgeber): Handbook of the Mammals of the World: Lagomorphs and Rodents 1. (HMW, Band 6) Lynx Edicions, Barcelona 2016, S. 115. ISBN 978-84-941892-3-4.
2. 1 2 3 4 5 6  Howard H. Thomas, Troy L. Best: Sylvilagus mansuetus. In: Mammalian Species. Band 464, 1994, S. 1–2 (web.archive.org [PDF; 213 kB; abgerufen am 16. September 2021]).
3. 1 2 3  Joseph A. Chapman, John E. C. Flux (Hrsg.): Rabbits, Hares and Pikas. Status Survey and Conservation Action Plan. (Memento des Originals vom 14. Januar 2009 im Internet Archive)  Info: Der Archivlink wurde automatisch eingesetzt und noch nicht geprüft. Bitte prüfe Original- und Archivlink gemäß Anleitung und entferne dann diesen Hinweis. (PDF; 11,3 MB) International Union for Conservation of Nature and Natural Resources (IUCN), Gland 1990; S. 104. ISBN 2-8317-0019-1.
4. ↑  Consuelo Lorenzo, Sergio Ticul Álvarez-Castañeda, Jorge Vázquez: Conservation Status of the Threatened, Insular San Jose Brush Rabbit (Sylvilagus mansuetus). Western North American Naturalist 71(1), 2011: S. 10–16. (Abstract)
5. 1 2 3 4 5 6 7  Sylvilagus mansuetus in der Roten Liste gefährdeter Arten der IUCN 2011. Eingestellt von: S. Álvarez-Castañeda, C. Lorenzo, 2008. Abgerufen am 8. Juli 2012.
6. ↑  Don E. Wilson & DeeAnn M. Reeder (Hrsg.): Sylvilagus mansuetus in Mammal Species of the World. A Taxonomic and Geographic Reference (3rd ed).
7. ↑  Sergio Ticul Álvarez-Castañeda, Consuelo Lorenzo: Genetic evidence supports Sylvilagus mansuetus (Lagomorpha: Leporidae) as a subspecies of S. bachmani. Zootaxa 4196 (2), 2016; S. 289–295. doi:10.11646/zootaxa.4196.2.7